# 馬林湖

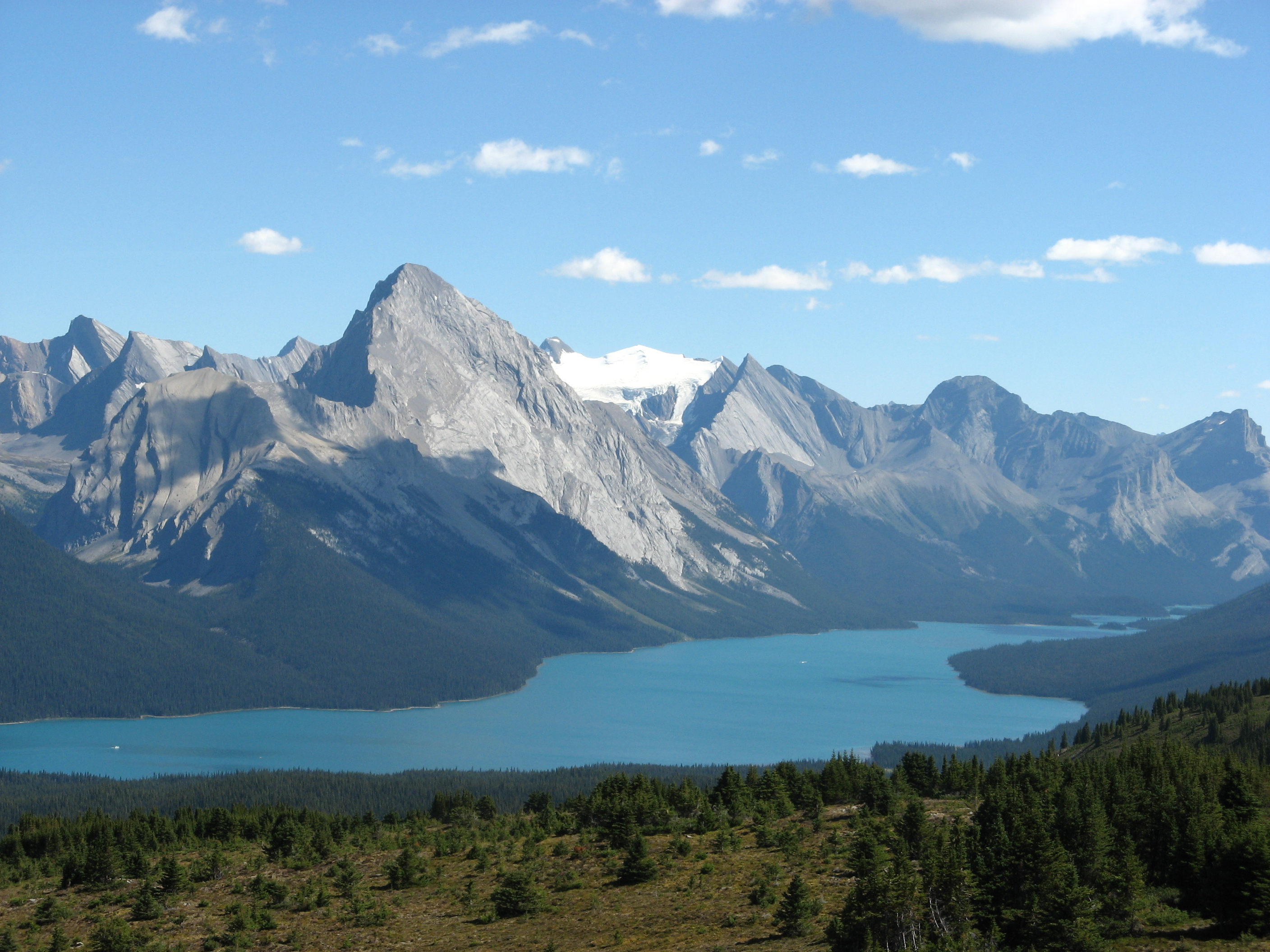

馬林湖（英語：Maligne Lake）又稱慕寧湖，是位於加拿大賈斯珀國家公園的一座湖泊，以其湖水的顏色和附近山峰的景色而聞名。馬林湖海拔高約1670米，最深處97米，平均深度35米。馬林湖水賈斯珀國家公園內著名的旅遊景點，也是戶外活動和釣魚的勝地。